# 神农架长潭水怪
神农架长潭水怪，是一个未经科学确认的传说生物，其出现地点为中华人民共和国湖北省神农架林区新華鄉石屋頭村和貓兒觀村之間。

## 经过
在湖北神农架林区新华乡石屋头村和猫儿观村之间，前后至少有20人在同一深潭里看到几个巨型水生动物。不少目击者介绍说每年6-8月，当这种怪兽浮出水面时，嘴里往往喷出几丈高的水柱，接着冒一阵青烟。水怪活动之后，天往往很快下大雨。1985年7月，石屋头村党支部书记田世海路经长潭，发现水面翻动，哗哗直响，冒出几丈高的水柱，水中有好几个特大的“癞头”正在向上喷水。1986年8月，当地村民张兆光经过长潭也发现其中出现怪物。

## 分析
一些学者主张所谓的长潭水怪很有可能是大鯢，但这种论点遭到普遍反对。也有科学家主张神农架的长潭水怪可能是古代的两栖动物蛤蟆龙。